# Eliza Orzeszkowa

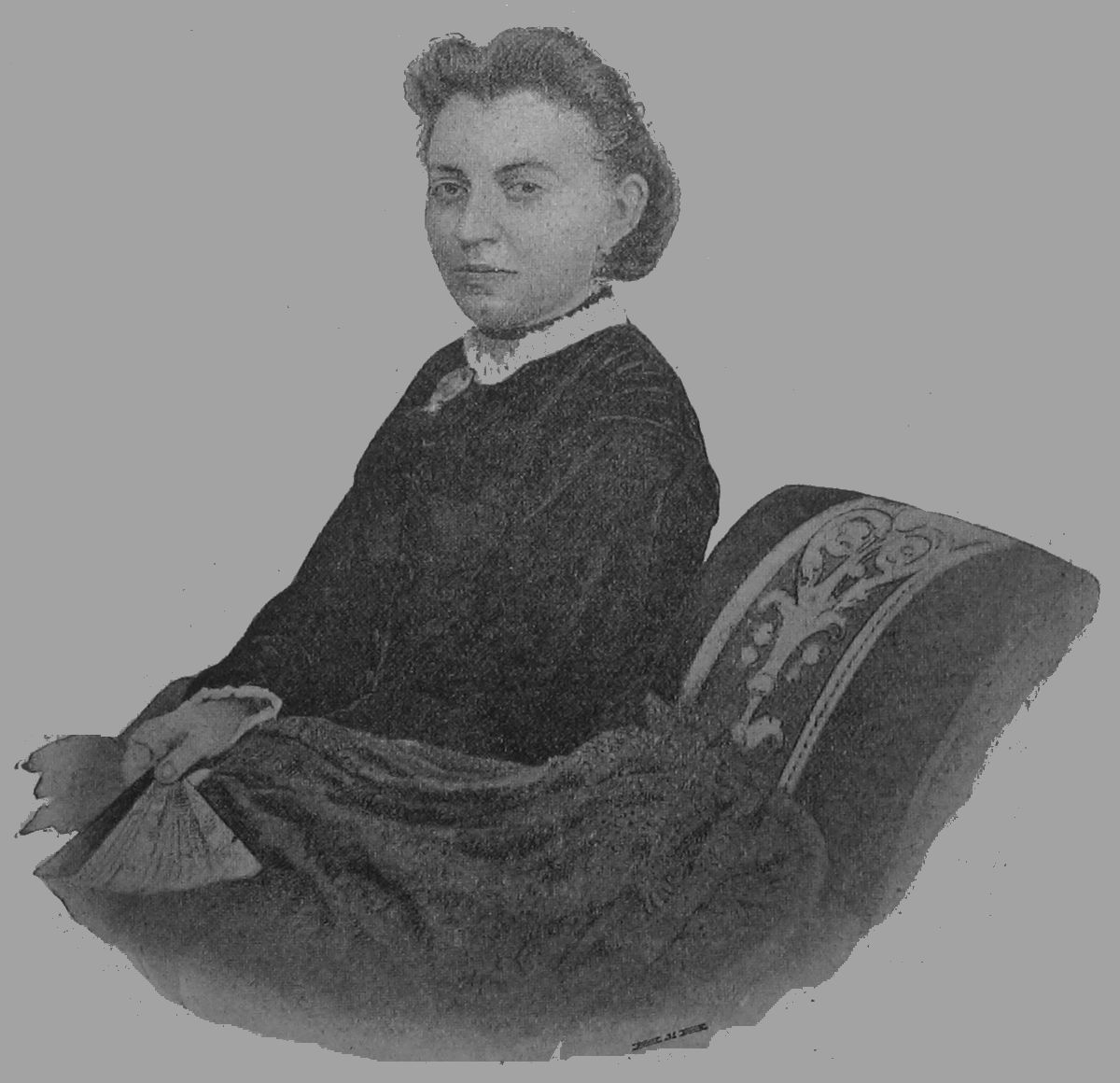
Eliza Orzeszkowa okolo roku 1867

Eliza Orzeszkowa [čti Ořeškova] (6. června 1841, Milkowszczyzna – 18. května 1910, Grodno) byla polská spisovatelka období polského realismu a pozitivismu. Jejím nejvýznamnějším dílem je pozitivistický román Nad Němnem, který zobrazuje vesnickou společnost 19. století.

## Život

### Dětství
6. června roku 1841 se v Milkowszczyzně (tehdy Ruské impérium, nyní Hrodenská oblast v Bělorusku) narodila Eliza Pawłowska – mladší dcera advokáta Benedykta Pawłowského a Franciszky z Kamieńskich, jeho druhé ženy. Otec se velmi zajímal o kulturní dění a doma shromáždil cennou galerii obrazů a knihovnu čítající několik tisíc svazků. Zemřel v době, kdy Eliza měla tři roky. Rodinný statek byl prodán a jeho obyvatelé se přestěhovali do Grodna, kde se zabydleli v přízemním domě v ulici Brygidzké. Elizu vychovávaly pouze ženy: matka, která jí říkala Lisa, babička Kamieńská, nazývající ji Ziunií, její o tři roky starší sestra Klementyna a také opatrovnice (kojná) Michalina Kobylińská. Eliza začala velmi rychle projevovat literární talent, hodně četla a psala povídky.
V roce 1852 jedenáctiletá Eliza, ve společnosti babičky, odjela na studia do Varšavy. V létech 1852–1857 se vzdělávala v sakramentském penzionátu. V roce 1855 zde poznala Marii Wasiłowskou, později Konopnickou. Společný zájem o literaturu upevnil jejich přátelství na celý život. Obě přítelkyně velmi rády četly a recitovaly poezii, zvláště zakázaná díla Adama Mickiewicze. Elizin a Mariin talent velmi oceňoval jejich učitel Ignacy Kowalewski.

### Manželství s Piotrem Orzeszkem
V květnu roku 1857 se Eliza vrátila do Milkowszczyzny. Ráda navštěvovala plesy. Na jednom z nich poznala Piotra Orzeszka (1823–1874), vzdáleného bratrance jejího otčíma, jenž byl starší o šestnáct let. Jako mládenec prohýřil většinu svého majetku na zábavy, a tak manželství s jedinou dědičkou Milkowszczyzny bylo dobrou příležitostí, jak zbohatnout. Několik dní po plesu přišel do domu Widackých požádat o ruku mladé slečny Elizy. Vlivem přemlouvání despotické matky bylo požádání o ruku přijato.
21. ledna 1858 ve věku necelých sedmnácti let se provdala za Piotra Orzeszka, statkáře z okresu kobryńského, a zabydlela se v Ludwinově v mužově hospodářství. První léta manželství potom Eliza popsala jako bezstarostné období. Bývala však znuděná bezvýznamností společenského života a často si sedala ke knížkám z otcovy knihovny. Vrátily se jí sny ze studií o vesnické blaženosti a společně s manželovým mladším bratrem, Florentem, v Ludwinově založila vesnickou školku. V této době narůstal konflikt s manželem, neboť nesdílel její a bratrovu fascinaci vsí a vesnickým lidem. V roce 1862 Orzeszková pobývala delší čas ve Varšavě, kde pod vlivem vlasteneckých kázání rabína Markuse Jastrowa pozvedla ideu asimilaci Židů. Vrátila se do Ludwinova a pobývala zde během období lednového povstání a podporovala povstalce. Nejpravděpodobněji od poloviny června se okolo dvou týdnů v Ludwinově nacházel polský generál Romuald Traugutt (po neúspěšném povstání popraven), kterého pak v červenci Orzeszková odvezla ve vlastním kočáře na hranice Království. V pozdějších novelách (například v Gloria victis) se pokoušela popsat svou účast na povstání v beletristické formě.
Její muž, Piotr Orzeszko, se nejpravděpodobněji povstání aktivně neúčastnil, ale pouze s jeho souhlasem (a na jeho zodpovědnost) mohl Romuald Traugutt pobývat v Ludwinově. Přesto byl udán služebnictvem a na podzim roku 1863 byl uvězněn a v březnu roku 1865 poslán na Sibiř do permské gubernie a jeho majetek byl zkonfiskován. Eliza Orzeszková se oproti prvnímu rozhodnutí za ním nevydala a na počátku roku 1864 se přesunula do Milkowszczyzny a začala vést proces o zrušení platnosti manželství. Díky murawieským kanovníkům dosáhla v roce 1869 zrušení manželství.

### Prodej Milkowszczyzny
Nevěděla si však rady se spravováním zemského majetku, a tak se po poradě s jedním ze svých přátel, právníkem Stanisławem Nahorským, rozhodla k prodeji Milkowszczyzny. Protože Poláci nemohli získávat pozemky v západních guberniích, v roce 1870 se vlastníkem stal ruský plukovník Doury. Od roku 1869 Eliza Orzeszková bydlela v Grodně a s velkou pracovitostí se zabývala psaním.
Z let rané tvorby pozornosti zasluhují díla Marta, Pan Graba a také Meir Ezofowicz. Literárněkritický charakter měla pojednání Kilka uwag nad powieścią (1866), Listy o literaturze (1873) či pozdější O powieściach T. T. Jeża z rzutem oka na powieść w ogóle (1879). V této tvorbě dominuje realismus. Vznikl také nejvýznamnější román Nad Němnem (knižně 1888) a tematicky podobný Cham (1888). Po tomto období již nemnoho literárních děl dosáhlo takové kvality. Příznivě se odlišují povídky Dobra pani, A… B… C… nebo Tadeusz. Zajímavý je také román Dwa bieguny (1893).

### Manželství se Stanisławem Nahorským

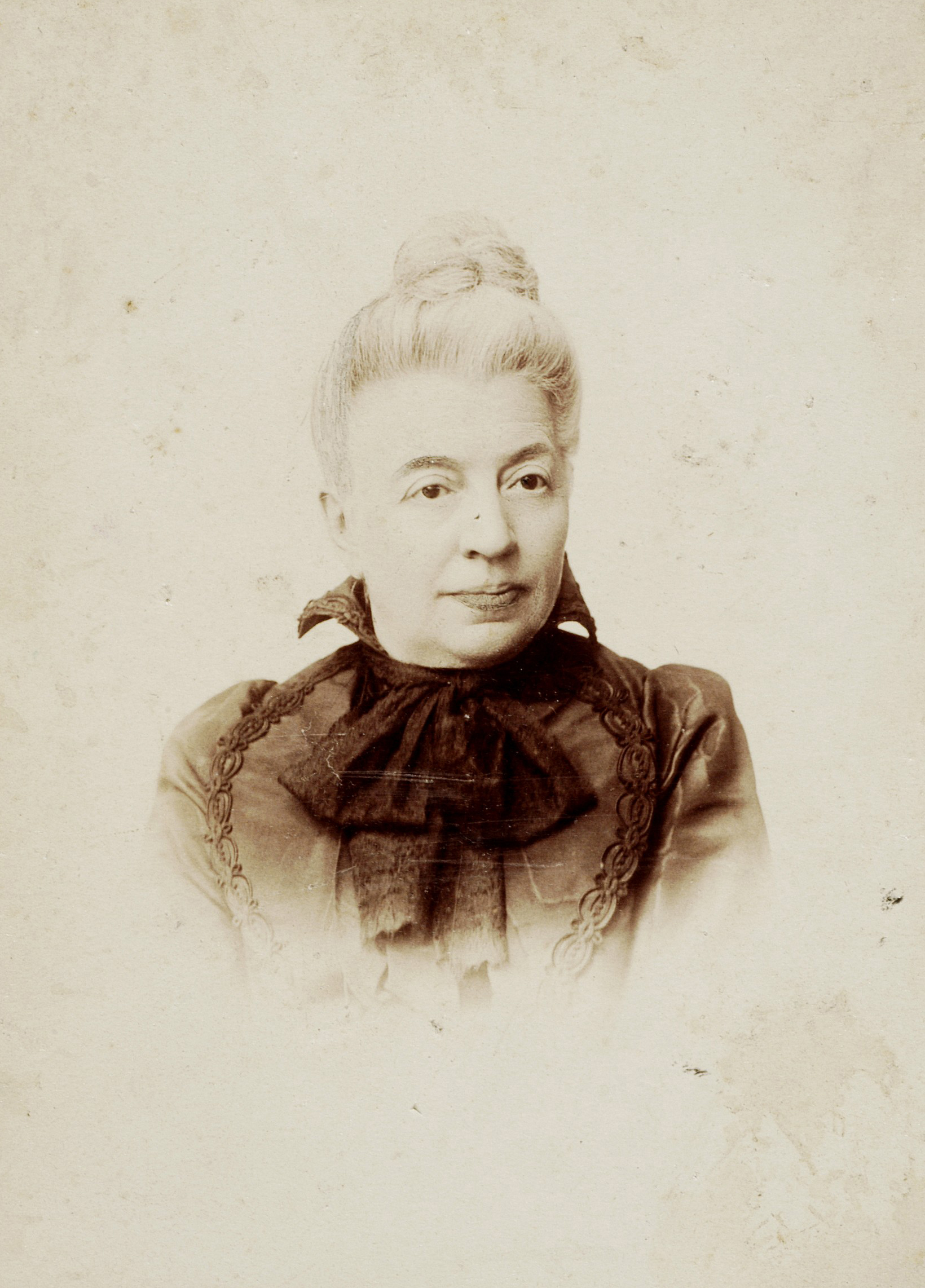
Eliza Orzeszková v roce 1900

V roce 1894 se Eliza Orzeszková provdala za svého dlouholetého přítele Stanisława Nahorského (1826–1896). Obětovala mnoho času na filantropické a společenské akce. Vedla korespondenci s mnoha významnými osobnostmi tehdejšího společenského a literárního života (např. Leopoldem Méyetem či Zygmuntem Miłkowským). Spolupracovala s týdeníkem Bluszcz.

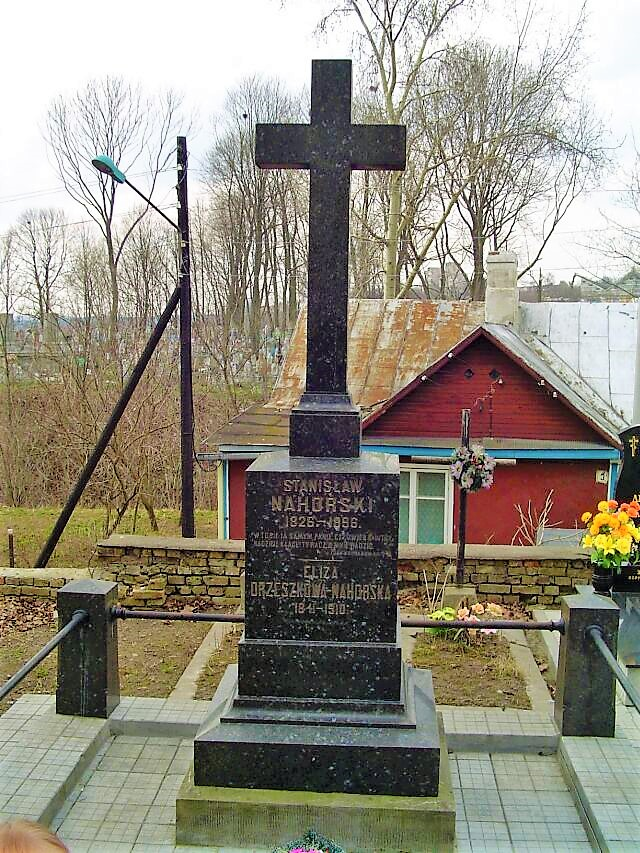
Hrob Elizy Orzeszkowé v Grodně

19. listopadu roku 1896, během veselých oslav Eliziných jmenin, její muž advokát Nahorský zemřel na ochrnutí srdce. Pro Elizu to byla obrovská rána.

### Nominace na Nobelovu cenu za literaturu
V roce 1904 se mezi kandidáty na Nobelovu cenu za literaturu objevilo jméno Elizy Orzeszkové (v dokumentech se často vyskytovalo jméno Elise Oreszko). Její kandidaturu podal Aleksander Brückner, polský filolog a slavista, historik literatury a polské kultury a také tehdejší profesor berlínské univerzity. Podporoval ji také Alfred Jensen, který ve svých pracích Orzeszkovou stavěl výše než Henryka Sienkiwicze.
Členové Nobelovy komise se po přečtení poskytnutých děl Orzeszkové shodli, že vyznamenání jí náleží ve stejné míře jako Sienkiewiczovi. V jednom z dokumentů se můžeme dočíst: „Pokud v textech Sienkiwicze bije šlechetné polské srdce, pak v tvorbě Elizy Orzeszkové bije srdce člověka.“
Většina členů komise předsunula návrh o přiznání ceny Henryku Sienkiewiczovi, menší skupina navrhla rozdělení ceny mezi oba. Argumentovala mj. tím, že Sienkiewicz je v Polsku více známý a populární, proto by postavení obou spisovatelů na stejnou úroveň pomohlo k zaslouženému vzrůstu popularity Elizy Orzeszkové. Argumentující menšina nepřesvědčila protivníky, kteří společně tvrdili, že rozdělení cen je v rozporu se zakladatelským úmyslem. „Za čtyři, pět let bude možno udělit cenu Elise Orzeszko,“ napsal předseda Nobelovy komise a sekretář Akademie Carl David af Wirsén. Cena se tak dostala do rukou Sienkiewicze. V roce 1909 se Eliza stala opět kandidátkou na Nobelovu cenu, ale Švédové prosadili cenu pro svoji rodačku Selmu Lagerlöfovou.

### Úmrtí
Po těžké chorobě srdce Eliza Orzeszková zemřela v Grodně 18. května 1910 a byla pochována tamtéž 23. května.

## Dílo

### Próza
- 1866 Obrazek z lat głodowych
- 1868 Ostatnia miłość
- 1868 Z życia realisty
- 1870 Na prowincji
- 1870 W klatce
- Ctnostní (Cnotliwi, 1871)
- 1871 Pamiętnik Wacławy
- 1872 Pan Graba
- 1873 Na dnie sumienia
- Marta (1873)
- 1875 Eli Makower (též Henryk Makower)
- 1876 Rodzina Brochwiczów
- 1876 Pompalińscy
- 1877 Maria
- Meir Ezofovič (Meir Ezofowicz, 1878)
- 1879–1882 Z różnych sfer (sbírka novel)
- 1881 Widma
- 1881 Sylwek Cmentarnik
- 1881 Zygmunt Ławicz i jego koledzy
- 1882–1883 Bańka mydlana
- 1883 Pierwotni
- 1885 Niziny
- Dziurdziové (Dziurdziowie, 1885)
- Mirtala (1886)
- Nad Němnem, starší překlad pod názvem Mezi sedláky a pány (Nad Niemnem, 1888)
- Chám (Cham, 1888)
- 1888 Panna Antonina (sbírka novel)
- 1888 W zimowy wieczór (sbírka novel)
- 1891 Czciciel potęgi
- 1891 Jędza
- Bene nati (1891)
- 1891 Westalka
- Dva světy (Dwa bieguny, 1893)
- 1896 Melancholicy
- 1896 Australczyk
- Jiskry (Iskry, 1898) – sbírka novel
- 1900 Argonauci
- 1904 Ad astra. Dwugłos
- A píseň ať pláče (I pieśń niech zapłacze, 1904)
- 1910 Gloria victis (sbírka povídek, poslední dílo Orzeszkowé)

### Česká vydání
- Meir Ezofovič: román ze života polských židů – přeložil F. A. Hora (1882)[2]
- Meir Ezofovič: povídka ze života židův běloruských – př. Vácslav Pok (1882)[3]
- Ztracený: náčrtek vypravování právníkova; Přeludy: povídka – př. Coelestin Frič (1882?)[4]
- Nerůžová selanka – př. F. A. Hora (1883)[5]
- Ctnostní: novela – př. Jiří Bittner (1884)[6]
- Dziurdziové: povídka ze vsi – př. Norbert Mrštík (1889)[7]
- Chám. I. – př. Josef Koněrza (1889)[8]
- Chám. II. – př. Josef Koněrza (1889)
- Nad Němnem – př. Václav Kredba (1890?)
- Romanová – př. Josef Paulík (1891)[9]
- Bene nati: vesnický román – př. Jozef Paulík (1892)[10]
- Mirtala: román ze Starého Říma – př. Božena Kvapilová (1893)[11]
- Mezi sedláky a pány – př. Josef Paulík (1894)[12]
- Počátek románu: povídka – př. Jan Josef Langner (1896)
- Podivín – př. J. J. Langner (1896)[13]
- Přerušená píseň – př. Jaroslav Rozvoda (1900)[14]
- Dva světy – př. František Kovařovič (1901–)
- Jiskry – př. J. Rozvoda (1901)[15]
- Marta: román – př. František Vondráček (1906)
- Chvíle – př. V. Kredba (1907)[16]
- Ad astra: duetto – od Elizy Orzeszkowé a Julia Romského; př. Pavla Maternová (1911)[17]
- Keř bezu – př. J. Rozvoda (1911) [18]
- Z prachu cest – povídky; př. Boh. Jasnov (1911)
- Ztracení: povídka – př. V. R. (1911)
- Babička: novela – in: 1000 nejkrásnějších novel... č. 21; úvod František Sekanina; př. V. Kredba (1912)
- Polská kytice: sbírka povídek – [Jak se to stalo? – Wolody Skiba; Zlatá nitka – Eliza Orzeszkowa; Užitek z jistra – Albert Wilczyňski; Prokletá vesna – Bronislaw Grabowski; Miluji – Czeslaw Jankowski; Souboj – P. J. Bykowski; Políbení – Leopold Méyet]; př. F. A. Hora (1914)
- A ... B ... C; Květy – úvod a překlad František Homolka (1916) [19]
- ...A píseň ať pláče a jiné povídky – př. J. Rozvoda (1916/1917)
- Světlo v ssutinách; Bratří – př. Jan Sajíc (1916)
- Tré povídek – př. a úvodem opatřil Adolf Černý (1917)
- Země matka: román – př. R. Hanák (1921)
- Chám – přeložila a slovníčkem běloruských výrazů opatřila Helena Teigová; doslov napsal Karel Krejčí (1953)
- Meir Ezofowicz – př. František Hřivna (1953)
- Juliánka – přeložila a doslov napsala Anna Obermannová; ilustrace Zdeněk Kudělka (1964)
- Nad Němnem – př. František Nechvátal; doslov Karel Krejčí (1974)

### Žurnalistika
- 1870 Kilka słów o kobietach
- 1880 Patriotyzm i kosmopolityzm
- 1882 O Żydach i kwestii żydowskiej